# Hostavice (zámek)
Zámek Hostavice v pražské čtvrti Hostavice je patrová obdélná budova, postavená ve 2. polovině 19. století v novorenesančním slohu. V průčelí má rizalit zakončený trojúhelníkovým štítem.
Ve třicátých letech 20. století patřil hostavický zámeček ke Kolmanově velkostatku. V roce 1934 koupila Kolmanův velkostatek a spolu s ním všechny hospodářské budovy včetně zámku přilehlého parku a pozemků firma Tomáše Bati.
Od 50. let 20. století se v zámku nacházela mateřská a základní škola pro nižší stupeň (1. až 3. třída), v letech 2005-2017 zde sídlila soukromá Vysoká škola tělesné výchovy a sportu Palestra. V roce 2016 proběhla revitalizace zámeckého parku.
V parku před zámečkem je umístěna vápencová socha sedící dívky od Jaroslava Brože. Před vchodem do parku se nachází dřevěná sloupová zvonička, datovaná do roku 1730.